# Однополые браки в Канаде

Провинции и территории, узаконившие браки между супругами одного пола до принятия Закона о гражданском браке.
Разрешали брак между партнёрами одного пола.
Не разрешали такого брака.

Однопо́лый брак является законным в Канаде с момента принятия 20 июля 2005 года закона о гражданском браке.
Между тем, до принятия этого канадского закона восемь провинций и одна территория, представлявшие 89 % канадского населения, уже предоставляли правовую базу по браку между супругами одного пола.
В каждом из регионов этот вид брака был узаконен в результате процесса установления судьями того, что старый закон о браке, ограниченный гетеросексуальными парами, противоречил конституции. Эти решения были приняты:
- 10 июня 2003 в Онтарио;
- 8 июля 2003 в Британской Колумбии;
- 19 марта 2004 в Квебеке;
- 14 июля 2004 в Юконе;
- 16 сентября 2004 в Манитобе;
- 24 сентября 2004 в Новой Шотландии;
- 5 ноября 2004 в Саскачеване;
- 5 ноября 2004 в Ньюфаундленде и Лабрадоре;
- 23 июня 2005 в Нью-Брансуике.

В отличие от однополого брака в Нидерландах, Испании и Бельгии, паре не нужно обязательно проживать в канадской провинции или территории, чтобы вступить там в брак.
Канадцы могут рекомендовать своих однополых супругов (фактических, гражданских или законных) для предоставления последним права иммигрировать в Канаду, что расценивается как воссоединение семьи.

## История

### Судебные решения
В 1999 решение Верховного суда Канады привело к тому, что однополые пары приравнивались к фактическим бракам. Затем судебные решения, принимавшиеся с июля 2002 в трёх провинциях, вынудили федеральное правительство предоставить однополым парам право на брак через два года, по прошествии которых однополый брак автоматически вступил бы в силу:
- в Онтарио: Halpern et. al. v. Canada (Высший суд Онтарио, 12 июля 2002)
  - Текст решения Архивная копия от 26 января 2020 на Wayback Machine
- в Квебеке: Хендрикс и Лебёф против Квебека (Высший суд Квебека, 6 сентября 2002, оспорено апелляцией, отклонённой 19 марта 2004)
  - Текст решения 2002 Архивировано 12 января 2013 года.
- в Британской Колумбии: Barbeau v. British Columbia 2003 BCCA 251 (Апелляционный суд Б. К., 1 мая 2003)
  - Текст решения Архивная копия от 17 мая 2008 на Wayback Machine

Федеральное правительство пыталось подать апелляцию на эти решения в Верховный суд Канады, но отказалось от этого процесса в июне 2003 после отчёта парламентского комитета.

#### Онтарио

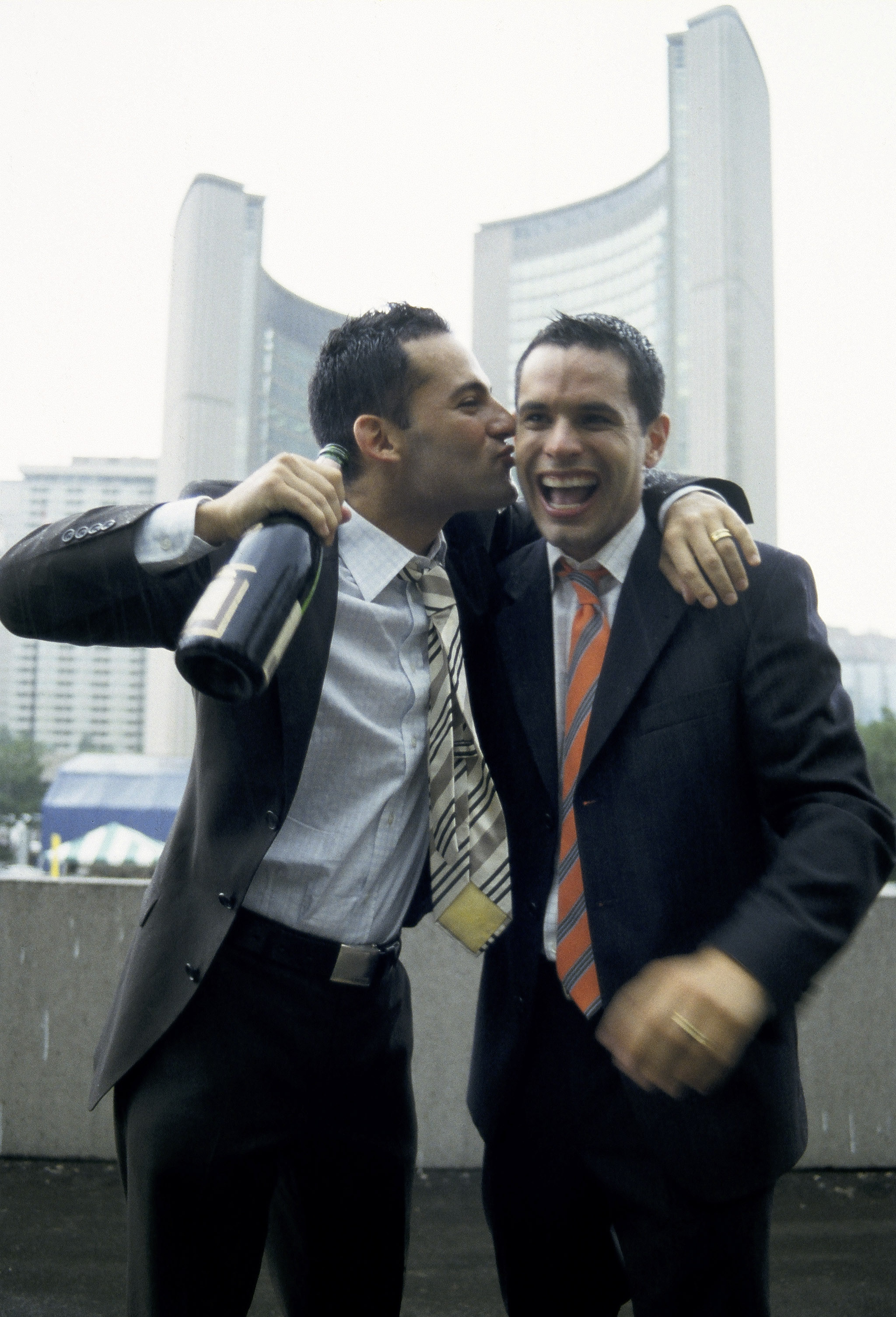
Матье Шантелуа и Марсело Гомес: один из первых однополых браков в Канаде

В 2003 истцы со стороны Хальперна подали апелляцию в Верховный суд, требуя, чтобы решения вступили в силу незамедлительно, а не через два года, которые были изначально предусмотрены федеральным правительством.
10 июня 2003 Апелляционный суд Онтарио постановил, что закон о браке нарушает гарантии равенства Канадской хартии прав и свобод тем, что ограничивается гетеросексуальными парами. Суд отменил первоначально установленную отсрочку, предписав провинции незамедлительно предоставлять брачные свидетельства однополым парам. Таким образом, Онтарио стала первой территорией в Северной Америке, узаконившей однополый брак.
Город Торонто незамедлительно начал выдавать свидетельства однополым парам. На следующий день генеральный прокурор Онтарио объявил, что провинциальное правительство выполнит это решение.
Суд постановил также, что две пары, вступившие в брак ранее с использованием старой процедуры common law, с оглашением о бракосочетании в церкви, законно заключили брак с обратной силой.
- Halpern v. Canada (A. G.) — Ontario Court of Appeal, 2003/06/10 Архивная копия от 16 мая 2008 на Wayback Machine

19 декабря 2003 провинциальный суд постановил, что канадцы, однополые супруги которых умерли после 1985, имеют право на единовременное пособие по случаю смерти кормильца на основании Пенсионного порядка Канады.
13 сентября 2004 Апелляционный суд Онтарио уточнил, что Закон о разводе также является неконституционным, так как не распространяется на однополые пары. В закон было внесено упоминание об однополых парах, чтобы позволить подавшей апелляцию лесбийской паре развестись.

#### Британская Колумбия
Апелляционный суд Британской Колумбии выдал постановление, похожее на онтарийское, 8 июля 2003. В решении говорилось, что «всякая задержка […] приведёт к неравному применению закона в Онтарио и Британской Колумбии». Впоследствии двумя первыми законно вступившими в брак в Британской Колумбии мужчинами стали Энтони Порчино и Том Графф.
- Barbeau v. British Columbia (A. G.) 2003 BCCA 406 (Апелляционный суд Бр. К. 2003/07/08) Архивная копия от 16 мая 2008 на Wayback Machine

#### Квебек

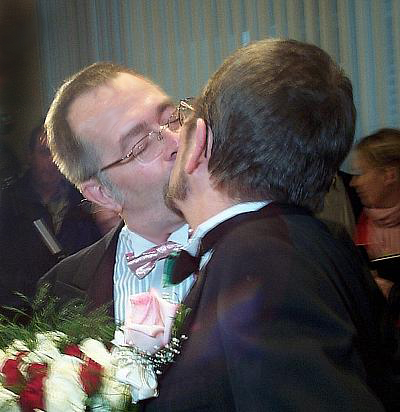
Майкл Хендрикс и Рене Лебёф вступают в брак 1 апреля 2004

19 марта 2004 Апелляционный суд Квебека заслушивал апелляцию Католической лиги за права человека против приговора, вынесенного по делу Хендрикс и Лебёф против Квебека. Суд не только отклонил апелляцию, но и предписал, чтобы решение вступило в силу незамедлительно. Пара, выигравшая первое дело — Майкл Хендрикс и Рене Лебёф, — вступила в брак 1 апреля в монреальском Дворце правосудия.
- Ligue catholique pour les droits de l’homme c. Hendricks Архивная копия от 5 июля 2008 на Wayback Machine (Апелляционный суд Квебека, 2004/03/19)

Провинция Квебек предоставляет возможность вступить в гражданский брак как однополым, так и гетеросексуальным парам.

#### Юкон
14 июля 2004 по делу Dunbar & Edge v. Yukon & Canada 2004 YKSC 54 Верховный суд территории Юкон вынес решение такого же характера, незамедлительно вступившее в силу. Прежде чем учесть аргументы, основанные на праве на равенство, описанном в Хартии, Суд выбрал новаторскую логику: так как провинциальные апелляционные суды постановили, что действовавший закон противоречил конституции, а генеральный прокурор Канады не подал на эти решения апелляции, то этот закон действительно являлся неконституционным по всей Канаде независимо от того, признано это или нет. Таким образом, дальнейшее ограничение брака гетеросексуальными парами в Юконе привело бы к неприемлемым правовым различиям в разных провинциях и территориях.
17 июля пара истцов — Роб Эдж и Стивен Данбар — вступилa в брак.
- Dunbar & Edge v. Yukon & Canada 2004 YKSC 54 Архивная копия от 17 мая 2008 на Wayback Machine (canlii.ca)

#### Манитоба[1]
16 сентября 2004 судья Дуглас Ярд Суда королевской скамьи Манитобы постановил, что действовавший закон о текущем определении противоречил конституции. Судья признался, что предыдущие решения в Бр. Колумбии, Онтарио и Квебеке повлияли на его решение.
Судебный процесс был начат тремя парами, требовавшими, чтобы правительство Манитобы выдавало брачные свидетельства. Как и федеральное, провинциальное правительство заявило, что не будет оспаривать это дело. Одна из пар — Крис Фогель и Ричард Норт — ещё в 1974 пыталась законно вступить в брак, но тогда проигралa дело.

#### Новая Шотландия
В августе 2004 три пары в Новой Шотландии начали судебный процесс против провинциального правительства, требуя выдачи брачных свидетельств однополым парам. Ни провинциальное, ни федеральное правительства не оспорили это дело. 24 сентября 2004 судья Хезер Робертсон Верховного суда Новой Шотландии постановила, что действовавший закон противоречил конституции.

#### Саскачеван
В октябре 2004 две пары начали судебный процесс против правительств Саскачевана и Канады, требуя признать их брак. По примеру предыдущих дел ни федеральное, ни провинциальное правительства не противодействовали процессу. 5 ноября 2004 судья Донна Уилсон согласилась с истцами и вынесла приговор в пользу права на однополый брак в Саскачеване.

#### Ньюфаундленд и Лабрадор
4 ноября 2004 две лесбийские пары начали судебный процесс, чтобы ньюфаундлендско-лабрадорское правительство признало брак между супругами одного пола. Суд решил дело в их пользу 21 декабря 2004, и провинция объявила о незамедлительной готовности выполнить это решение.

#### Нью-Брансуик
В апреле 2005 четыре однополых пары начали судебный процесс, чтобы нью-брансуикское правительство признало брак между супругами одного пола. Суд решил дело в их пользу 23 июня 2005 и дал правительству срок в 10 дней на то, чтобы выполнить это решение.

### Политическое решение
Изменение отношения канадцев к браку однополых супругов, а также к судебным решениям начала 2000-х вызвало значительные перемены в позиции федерального парламента этой страны с 1999 по 2005.
8 июня 1999 в Палату общин Канады внесено предложение утвердить определение брака как «вечного союза мужчины и женщины за исключением любой другой формы союза». Решение было принято преобладающим большинством и было поддержано как премьер-министром Жаном Кретьеном и его Либеральной партией Канады, так и официальной оппозицией Канадского союза. На следующий год это определение было включено в законопроект C-23 Закона о модернизации порядка начисления льгот и обязательств; однополые пары остались при этом лишены всех преимуществ брака.
Вопрос был поставлен снова в 2003 году, и Постоянный комитет юстиции и прав человека Палаты общин приступил к формальному изучению брака между супругами одного пола путём проведения открытых заседаний по всей стране.
После решения Апелляционного суда Онтарио, разрешающего однополые браки, комитет решил рекомендовать правительству не подавать апелляцию на это решение.
- Протоколы и свидетельства Постоянного комитета юстиции и прав человека при обсуждении брака однополых пар Архивная копия от 13 марта 2006 на Wayback Machine

Гражданское состояние относится в Канаде к провинциальной, а определение брака — к федеральной компетенции. 17 июня 2003 премьер-министр Кретьен объявил, что федеральное правительство не будет подавать апелляцию на онтарийское решение. Его правительство готово было принять законопроект, признающий однополые браки, но оставляющий церквям право решать, какие браки отмечать торжественно, — это право они уже имели на основании Канадской хартии прав и свобод.
В предварительном законопроекте, внесённом 17 июля, было сказано:
1. В гражданском отношении брак — это законный союз двух людей, исключающий любого другого человека.
2. Настоящий закон не распространяется на свободу религиозных органов отказать в совершении браков, не соответствующих их религиозным верованиям.

16 сентября 2003 Канадский союз попросил Парламент свободным голосованием утвердить гетеросексуальное определение брака, использующее те же формулировки, что и предложение 1999. Премьер-министр Кретьен пошёл вразрез со своей прежней позицией, выступив против этого предложения, как и будущий премьер-министр Пол Мартин и многие из либеральной фракции. В итоге предложение поддержал лишь ряд либералов, 30 депутатов не присутствовали на заседании. Предложение было отклонено 137 голосами против 132.
Впоследствии либеральное правительство обратилось в Верховный суд Канады с просьбой выразить мнение о конституционной обоснованности законопроекта, прежде чем он будет внесён. В январе 2004 правительство добавило к просьбе вопрос, представленный рядом наблюдателей как попытку отложить процесс, пока не пройдут выборы в июне 2004.
Вопросы, заданные Верховному суду, были следующими:
1. Относится ли предложение закона, касающегося некоторых условий, относящихся к существу гражданского брака, к исключительной компетенции Парламента Канады? Если нет, то с какой точки зрения и в какой степени?
2. Если ответ на вопрос 1 утвердителен, то соответствует ли статья 1 предложения, предоставляющая людям одного пола правоспособность вступать в брак, Канадской хартии прав и свобод? Если нет, то с какой точки зрения и в какой степени?
3. Защищает ли свобода отправления религиозных культов, гарантируемая абзацем 2а) Канадской хартии прав и свобод, членов религиозных организаций от принуждения вопреки их религиозным верованиям совершать бракосочетания двух людей одного пола?

После получения ответа от Суда, что федеральное правительство было правоспособно принять этот закон, правительство внесло законопроект C-38 для изменения законного определения брака как «союза мужчины и женщины» на «союз двух людей».
Этот законопроект расколол Палату общин, особенно либералов. Некоторые либералы заявили, что они будут противостоять этому законопроекту в случае свободного голосования. Консервативная партия Канады (объединённая преемница Канадского союза и Прогрессивно-консервативной партии) почти единодушно была против законопроекта; а Новая демократическая партия и Квебекский блок — почти единодушно за него.
28 июня 2005 Палата общин Канады приняла законопроект C-38, переопределивший понятие брака для распространения его и на однополых супругов, 158 голосами против 133.
Поздно вечером 19 июля 2005 Сенат принял законопроект C-38 47 голосами против 21, предоставив однополым супругам право вступать в брак на всей территории Канады. 20 июля 2005 за голосованием Сената последовала королевская санкция и новый закон был принят, в связи с чем Канада официально стала четвёртой страной, признавшей браки между людьми одного пола.

## Статистические данные по канадским однополым бракам
С июня 2003 (даты первого законного однополого брака в Онтарио) по октябрь 2006 в Канаде было заключено 12438 однополых браков.
| Провинция                  | Дата законов     | Число однополых браков |
| -------------------------- | ---------------- | ---------------------- |
| Онтарио                    | 10 июня 2003     | 6524                   |
| Британская Колумбия        | 8 июля 2003      | 3927                   |
| Квебек                     | 19 марта 2004    | 947                    |
| Альберта                   | 20 июля 2005     | 409                    |
| Новая Шотландия            | 24 сентября 2004 | 273                    |
| Манитоба                   | 16 сентября 2004 | 193                    |
| Саскачеван                 | 5 ноября 2004    | 83                     |
| Нью-Брансуик               | 23 июня 2005     | 44                     |
| Ньюфаундленд и Лабрадор    | 21 декабря 2004  | 14                     |
| Юкон                       | 14 июля 2004     | 13                     |
| Остров Принца Эдуарда      | 20 июля 2005     | 8                      |
| Северо-Западные территории | 20 июля 2005     | 2                      |
| Нунавут                    | 20 июля 2005     | 1                      |

В 2011 году в стране насчитывалось 64575 однополых пар (0,8 % от всех пар). В браке состояло 21015 однополых пар. Из всех однополых пар мужские пары составляли около 54,5 %, а женские — около 45,5 %.
В 2016 году число однополых пар увеличилось до 72880 (0,9 % от всех пар). Соотношение пар: 51,9 % мужских и 48,1 % женских. Приблизительно у каждой восьмой однополой пары были дети, живущие с ней. В браке состояло 24370 пар (33,4 % от всех однополых пар).

## Общественное мнение
Согласно докладу (июль 2010 года) центра социологических исследований Angus Reid, 61 % канадцев поддерживают законный статус однополых браков, этот показатель выше, чем в США и в Великобритании (36 % и 41 % соответственно). Кроме того, уровень поддержки выше более чем вдвое среди поколения, родившегося после 1980 года (81 %) по сравнению с канадцами родившимися в промежуток от 1965 до 1979 года (35 %). Согласно опросу, проведенному маркетинговой фирмой Forum Research в 2015 году, поддержка канадцами однополых браков достигла 70 %.

## Однополые браки граждан США в Канаде
Обычно любой брак, заключённый в Канаде, непосредственно признаётся и в США. Но поскольку в этой стране существует юридически неустойчивая позиция по отношению к браку однополых пар на её территории, некоторое число американских однополых пар после принятия соответствующего закона приехало в Канаду, чтобы вступить в брак там.